# FIFA eWorld Cup
La FIFA eWorld Cup, conosciuta anche come FIFA Interactive World Cup (FIWC) fino al 2017, è una competizione videoludica annuale organizzata dalla FIFA e presentata dal partner EA Sports. La Coppa del Mondo virtuale permette a milioni di tifosi sparsi per il mondo di sfidarsi per il titolo ed essere incoronati miglior giocatore di FIFA. La FIWC è riconosciuta come il torneo video ludico online con più affluenza dal Guinness dei primati.
Matteo Guidoccio è il campione in carica dopo aver vinto la FIWC 2025 nella Grand Final di Casa Peretti, vincendo un premio di 250,000 $

## Storia
La prima edizione della FIWC ha avuto luogo nel 2004 in Svizzera, negli anni la popolarità del torneo è cresciuta notevolmente. Nel 2013 il torneo è entrato nel Guinness dei primati per aver raggiunto la cifra di 2.5 milioni di giocatori iscritti.

### Le ultime stagioni
Il 1º ottobre 2015, la FIWC 16 ha preso il via, segnando la dodicesima edizione del torneo. Per la prima volta nella storia della competizione, i giocatori di Xbox One e PlayStation 4 hanno gareggiato l'uno contro l'altro. Con l'integrazione delle nuove console il numero di partecipanti è aumentato in modo significativo, rispetto agli anni precedenti quando la FIWC era disponibile solo su PlayStation 3. 2,3 milioni di giocatori hanno tentato di qualificarsi per la Grand Final a New York City. Il 22 marzo 2016, il danese Mohamad Al-Bacha ha vinto il titolo della FIWC all'Apollo Theater, battendo l'inglese Sean Allen nella partita finale.

## Albo d'oro
FIFA
| Anno | Data                                          | Luogo                                         | Vincitore                                     | Finalista                                     | Punteggio                                       |
| ---- | --------------------------------------------- | --------------------------------------------- | --------------------------------------------- | --------------------------------------------- | ----------------------------------------------- |
| 2004 | 19 Dicembre                                   | Zurigo                                        | Thiago Carrico de Azevedo                     | Matija Biljeskovic                            | 2–1                                             |
| 2005 | 19 Dicembre                                   | Londra                                        | Chris Bullard                                 | Gabor Mokos                                   | 5–2                                             |
| 2006 | 9 Dicembre                                    | Amsterdam                                     | Andries Smit                                  | Wolfgang Meier                                | 6–4                                             |
| 2008 | 24 Maggio                                     | Berlino                                       | Alfonso Ramos                                 | Michael Ribeiro                               | 3–1                                             |
| 2009 | 2 Maggio                                      | Barcellona                                    | Bruce Grannec                                 | Ruben Morales Zerecero                        | 3–1                                             |
| 2010 | 1 Maggio                                      | Barcellona                                    | Nenad Stojkovic                               | Ayhan Altundag                                | 2–1                                             |
| 2011 | 7-9 Giugno                                    | Los Angeles                                   | Francisco Cruz                                | Javier Munoz                                  | 4–1                                             |
| 2012 | 21-23 Maggio                                  | Dubai                                         | Alfonso Ramos                                 | Bruce Grannec                                 | 1–0                                             |
| 2013 | 6-8 Maggio                                    | Madrid                                        | Bruce Grannec                                 | Andrei Torres Vivero                          | 1–0                                             |
| 2014 | 2-3 Luglio                                    | Rio de Janeiro                                | August Rosenmeier                             | David Bytheway                                | 3–1                                             |
| 2015 | 17-19 Maggio                                  | Monaco di Baviera                             | Abdulaziz Alshehri                            | Julien Dassonville                            | 3–0                                             |
| 2016 | 20-22 Marzo                                   | New York                                      | Mohamad Al-Bacha                              | Sean Allen                                    | 5–5 agg. (vittoria Al-Bacha per gol fuori casa) |
| 2017 | 16-18 Agosto                                  | Londra                                        | Spencer Ealing                                | Kai Deto Wollin                               | 7–3 agg.                                        |
| 2018 | 1-4 Agosto                                    | Londra                                        | Mosaad ‘Msdossary’ Aldossary                  | Stefano Pinna                                 | 4–0 agg.                                        |
| 2019 | 2-4 Agosto                                    | Londra                                        | Mohammed ‘Mo Auba’ Harkous                    | Mosaad ‘Msdossary’ Aldossary                  | 3–2 agg.                                        |
| 2020 | cancellate a causa della pandemia di COVID-19 | cancellate a causa della pandemia di COVID-19 | cancellate a causa della pandemia di COVID-19 | cancellate a causa della pandemia di COVID-19 | cancellate a causa della pandemia di COVID-19   |
| 2021 | cancellate a causa della pandemia di COVID-19 | cancellate a causa della pandemia di COVID-19 | cancellate a causa della pandemia di COVID-19 | cancellate a causa della pandemia di COVID-19 | cancellate a causa della pandemia di COVID-19   |
| 2022 | 14-17 Luglio                                  | Copenaghen                                    | Umut Gültekin                                 | Nicolas Villalba                              | 4-3 dcr                                         |
| 2023 | 16-19 Luglio                                  | Riad                                          | Manuel Bachoore                               | Mark Zakhary                                  | 5-4 dcr                                         |

### Medagliere
| Country        | Vincitore | Finalista |
| -------------- | --------- | --------- |
| Inghilterra    | 2         | 2         |
| Francia        | 2         | 2         |
| Arabia Saudita | 2         | 1         |
| Spagna         | 2         | 0         |
| Danimarca      | 2         | 0         |
| Germania       | 2         | 2         |
| Serbia         | 1         | 1         |
| Brasile        | 1         | 0         |
| Paesi Bassi    | 1         | 0         |
| Portogallo     | 1         | 0         |
| Messico        | 0         | 2         |
| Colombia       | 0         | 1         |
| Ungheria       | 0         | 1         |
| Austria        | 0         | 1         |
| Stati Uniti    | 0         | 1         |
| Belgio         | 0         | 1         |

## Formato

### Il vecchio metodo di qualificazione
La qualificazione online della FIWC si svolge su PlayStation e Xbox Network e vi si può partecipare tramite l'ultima versione di EA Sports FIFA su Xbox One e PS4. La qualificazione dura 3 stagioni usando FUT (FIFA Ultimate Team). Ogni stagione i giocatori con il maggior numero di vittorie e/o punti in ogni regione (Europa, Americhe e Resto del mondo) passano alla loro rispettiva qualificazione regionale dove poi competono per arrivare al turno successivo del torneo. I punti vengono resettati automaticamente prima dell'inizio di una nuova stagione, in modo che i giocatori possano decidere di giocare in qualsiasi periodo di tempo desiderato.

### Grand Final
32 giocatori si sfidano nella Grand Final della FIWC. I partecipanti sono divisi in otto gruppi con i primi 16 giocatori che passano alla fase a eliminazione diretta. Mentre la fase a gruppi, ottavi di finale, quarti di finale e semifinali vengono giocati su una console (Xbox One o PS4), la finale è una partita a due turni che si svolgeranno su entrambe le console. La Grand Final è un evento di più giorni con sorteggio e competizione suddivisi in tre giorni. Il vincitore è incoronato in uno spettacolo dal vivo alla fine dell'evento.

## Premi

### Vincitore
Il campione della FIWC 2017 riceverà 200000 $ di montepremi e un biglietto per i Best FIFA Awards dove avrà la possibilità di incontrare i più grandi del mondo del calcio reale. Il campione della FIWC 2015 Abdulaziz Alshehri dell'Arabia Saudita ha potuto incontrare Cristiano Ronaldo e Lionel Messi tra gli altri, mentre il campione del 2016 Mohammad Al-Bacha ha incontrato Marcelo Vieira e Manuel Neuer.

## Broadcast
La FIWC Grand Final è trasmessa in streaming live su YouTube e Twitch. Per la prima volta, la finale della FIWC16 è stata trasmessa anche in TV. La trasmissione è stata presentata in più di 100 paesi in tutto il mondo. Fox Sports 1 ha mostrato la finale dal vivo negli Stati Uniti. Lo spettacolo è stato presentato dall'host Kay Murray. L'ex calciatore statunitense Alexi Lalas e Spencer Carmichael-Brown (Spencer FC) hanno analizzato le partite, Leigh Smith e John Strong hanno commentato i giochi. Il trofeo è stato consegnato dall'ex nazionale spagnolo David Villa.